# The Greatest
『The Greatest』（ザ・グレイテスト）は、BoAのアニバーサリー・アルバム。

## 概要
2021年にデビュー20周年を迎えたBoAが、デビュー21年目を迎える記念すべきアニバーサリー・アルバム。全10曲のセルフカバーと、配信限定シングル『My Dear』に加え新曲を含めた全12曲を収録。
本作の表題曲にもなっている新曲「The Greatest」のビデオ・クリップが公開されており、デビューから20年を迎えても更に進化を遂げていくパフォーマンスに、サイバーパンクな近未来の様相を見せる東京をモチーフとした映像作品になっているとの事。
また、本作の発売とデビュー20周年を記念して特大のビジュアルポスターが渋谷駅のハチ公改札付近の場所にて飾られた他、京王井の頭線渋谷駅改札内のフラッグと柱や、バスケットボールストリートのフラッグなど渋谷のありとあらゆる場所で、計100箇所をジャックしたり、ADトラックが都内で走る等、大々的なプロモーションが行われている。

## 収録曲
1. The Greatest (3:22)
作詞：Junji Ishiwatari / 作曲：chAN's, AeJin Kwon (MonoTree), Yeori
新曲および本作の表題曲
日本テレビ系「スッキリ」2022年6月度エンディングテーマ
2. 抱きしめる -The Greatest ver.- (3:59)
作詞：Natsumi Watanabe / 作曲：Kazuhiro Hara / 編曲：JinHwan Kim
10週連続配信の第3弾および、18thシングルのアレンジ
3. make a secret -The Greatest ver.- (4:35)
作詞：Narumi Yamamoto / 作曲：Masaaki Asada / 編曲：Ganghae Chae
10週連続配信の第2弾および、17thシングルのアレンジ
4. コノヨノシルシ -The Greatest ver.- (3:58)
作詞：Tsuyoshi Aida / 作曲：Minoru Komorita / 編曲：Tomoki Ihira
10週連続配信の第5弾および、14thシングルのアレンジ
5. AGGRESSIVE -The Greatest ver.- (3:01)
作詞・作曲：Daniel Pandher, Thomas Charles La Verdi / 日本語詞：Natsumi Watanabe / 編曲：IMLAY
10週連続配信の第1弾および、6thアルバム『THE FACE』収録曲のアレンジ
6. Sweet Impact -The Greatest ver.- (5:10)
作詞：BoA、Ryoji Sonoda / 作曲：Kazuhiro Hara / 編曲：Tomoki Ishizuka
10週連続配信の第9弾および、23rdシングルのアレンジ
7. Every Heart -ミンナノキモチ- -The Greatest ver.- (4:43)
作詞：Natsumi Watanabe / 作曲：BOUNCEBACK / 編曲：JongSung Yoon
10週連続配信の第6弾および、5thシングルのアレンジ
8. LISTEN TO MY HEART -The Greatest ver.- (3:19)
作詞：Natsumi Watanabe / 作曲：Kazuhiro Hara / 編曲：Shaun Kim
10週連続配信の第10弾および、4thシングルのアレンジ
9. DO THE MOTION -The Greatest ver.- (4:46)
作詞：Natsumi Watanabe / 作曲：Yoko Kuzuya / 編曲：Kaoru Inoue
10週連続配信の第4弾および、16thシングルのアレンジ
10. LOVE LETTER -The Greatest ver.- (5:02)
作詞：BoA、Natsumi Watanabe / 作曲：Yoko Kuzuya / 編曲：Kosuke Yamashita
10週連続配信の第8弾および、24thシングルのアレンジ
11. QUINCY -The Greatest ver.- (3:08)
作詞・作曲：Samuel Waermo, Marcus Dermulf, Jan Lysdahl, Harry Sommerdahl  / 日本語詞：Kan Chinfa / 編曲：STAINBOYS
10週連続配信の第7弾および、14thシングルのアレンジ
12. My Dear (3:26)
作詞：MEG.ME / 作曲：Anne Judith Wik, Ronny Svendsen, Gabriel Brandes, Alejandra Calemme / 編曲：Alejandra Calemme
配信限定シングル